# Corel Painter
Corel Painter è un software di grafica a mappa di bit prodotto da Corel Corporation. Il programma è usato per creare al computer immagini artistiche dall'aspetto naturale. Originariamente disponibile per Macintosh, lo è ora anche per Windows. Usando una tavoletta grafica, l'utente è in grado di realizzare immagini notevolmente realistiche disegnando a mano libera, grazie alla simulazione di una vasta scelta di effetti classici come l'acquerello e la pittura ad olio, o filtri ed effetti caratteristici del software.
Painter, originariamente sviluppato dalla Fractal Design (che in seguito divenne MetaCreations), è ora proprietà della Corel Corporation.
Nel 2005, Corel ha messo in commercio Painter Essentials 3, una versione di Painter sviluppata per gli utenti casalinghi, principalmente per convertire le immagini digitali in dipinti realistici. Le immagini possono essere stampate su carta o tela.